# Maryse Bastié
Maryse Bastié (ur. 27 lutego 1898 w Limoges, zm. 6 lipca 1952 w Lyonie) – francuska pilotka, kapitan lotnictwa wojskowego.
30 grudnia 1936 przeleciała przez Ocean Atlantycki z Dakaru do Natalu w ciągu 12 godzin i 15 minut na samolocie Caudron Simoun. Ustanowiła 10 rekordów Francji. Zginęła na lotnisku Lyon-Bron podczas pokazu samolotu Nord Noratlas 2500.